# La Veuve Aphrodissia
Pour les articles homonymes, voir La Veuve.
La Veuve Aphrodissia est la septième nouvelle du recueil Nouvelles orientales de Marguerite Yourcenar, paru en 1938.

## Résumé
Kostis le Rouge, tel est le nom du bandit qui effraie les habitants d'un village grec. Un peu voleur, un peu assassin, il aime sa liberté. Cependant, les paysans, unis pour une chasse à l'homme, l'ont poursuivi et l'ont égorgé comme une bête. Ses compagnons ont connu le même sort. 
Remerciant les vengeurs de son mari assassiné par le rebelle, Aphrodissia ravale ses larmes : elle est veuve deux fois, en apparence du vieux prêtre ivrogne, mais en réalité du scélérat qu'on vient de tuer et qu'elle a tendrement aimé. Leur passion adultère est ancienne et l'époux, cocu conscient, fut longtemps le paravent social de leurs ébats nocturnes ou champêtres. Et même enceinte des œuvres de Kostis, la veuve a bravé par amour les regards soupçonneux des villageoises avant de faire disparaître le nouveau-né. Après l'humiliante immolation de son amant décapité, la veuve est inquiète, car il porte sur le bras le nom de sa maîtresse. Pour éviter la lapidation, elle décide de cacher le corps. Quelle meilleure place peut-elle trouver pour celui qui a été son véritable amour que le cercueil d'un mari devenu poussière ? Quant à la tête aimée, plantée au bout d'une pique sur la place du village, il faut la voler pendant l'heure chaude où chacun est chez soi. 
Cependant, une femme avec la seule tête de son amant est bien peu de chose. Et Aphrodissia laisse enfin les sanglots jaillir, assise dans un champ privé, son larcin caché dans ses jupons. C'est alors que Basil, le propriétaire, paraît, persuadé d'avoir été volé d'une pastèque. La fuite est la seule issue pour cette femme désespérée, qui court sur un chemin de falaise. Une pierre roule sous un pied, et la veuve amoureuse suit le chemin d'une pierre et tombe dans l'abîme.

## Analyse du style
Dès la lecture du titre « La Veuve aphrodissia », une ambiguïté apparaît : derrière le personnage social de la veuve bat le cœur d'une fille d'Aphrodissia. Toute la nouvelle raconte l'impossible alliance entre l'amour et les convenances sociales.
D'un point de vue narratif, le récit s'allie à la description. Celle-ci, d'abord prépondérante, cède progressivement la place au récit, qui finit par animer seul la nouvelle. Le glissement de l'imparfait au passé simple, induit par cette métamorphose, semble accélérer de plus en plus le récit, qui devient une fuite en avant, analogue à celle des personnages de l'histoire. 
En outre, il faut également apprécier l'effet de surprise, suscité par le secret d'Aphrodissia dévoilé par une anamnèse. Ce jeu avec la chronologie se double d'un autre jeu, plus subtil, avec le langage : la caractérisation des comportements humains permet de comprendre que le narrateur prend parti pour les victimes de la médiocrité, l'hypocrisie et la violence sociales. Dans le décor décrit avec réalisme d'un village grec, la force de l'amour adultère et le goût scandaleux de la liberté sont transfigurés et glorifiés.
Enfin, quelques images se distinguent pour leur valeur symbolique : la chaleur du soleil grec semble représenter les contraintes sociales, perpétuellement écrasantes ; la présence récurrente du rouge, couleur du sang, symbole de la vie, encadre le récit ; quant à l'image de la verticalité, reprise par les fourches ou le chemin ascendant de la falaise, elle se brise contre l'horizontalité des corps morts et de la mer, réduisant à néant les amants et leurs efforts pour échapper aux conventions de la communauté villageoise.
Le style du récit concentre ses effets sur la préparation de la chute du récit et sur l'inévitable échec des amants.

## Interprétation du sens
Si l'échec des amants s'avère à la fin de la nouvelle, leurs revendications libertaires sont, quant à elles, victorieuses.
En effet, malgré la mort de celui qu'elle craint, la communauté paysanne est tournée en dérision par ses comportements : en traitant son ennemi comme une bête après l'avoir craint, elle s'assimile à la violence primitive que la passion pure d'Aphrodissia et Kostis ridiculise à travers le mari cocu. 
De plus, jamais l'adultère ni les meurtres ne sont considérés par le narrateur comme répréhensibles. Même le sacrifice de l'enfant semble une nécessité pour échapper à la médisance populaire. Les amants sont présentés comme deux êtres revendiquant leur liberté dans un monde qui leur refuse tout épanouissement individuel et tout sentiment sincère.
Yourcenar crée donc deux héros tragiques — même si le contexte paysan n'en fait pas des princes de tragédie — qui réactivent les forces ancestrales de l'héroïsme antique. 
La mort des amoureux, peut-être leur suicide — la chute d'Aphrodissia est ambiguë —, n'est que l'affirmation de leur résistance héroïque et tragique : au prix de leur vie, ils revendiquent leur liberté d'être différents ... 